# Czułczyce
Czułczyce (prononciation : [t͡ʂuu̯ˈt͡ʂɨt͡sɛ]) est un village polonais de la gmina de Sawin dans le powiat de Chełm de la voïvodie de Lublin dans l'est de la Pologne.
Il se situe à environ 6 kilomètres au sud de Sawin (siège de la gmina), 8 kilomètres au nord de Chełm (siège du powiat) et 62 kilomètres à l'est de Lublin (capitale de la voïvodie).

## Histoire
De 1975 à 1998, le village est attaché administrativement à la voïvodie de Chełm.

Depuis 1999, il fait partie de la voïvodie de Lublin.